# Sue Wicks
Susan Joy Wicks, detta Sue (Center Moriches, 26 novembre 1966), è un'ex cestista e allenatrice di pallacanestro statunitense, professionista nella WNBA.

## Carriera
È stata selezionata dalle New York Liberty al primo giro del Draft WNBA 1997 (6ª scelta assoluta).
Con gli Stati Uniti ha disputato i Giochi panamericani di Indianapolis 1987.